# قشلاق سيدلر ساري قوئي حاج بايرام (مقاطعة بيله سوار)
قشلاق سیدلر ساري قوئي حاج بایرام (بالفارسية: قشلاق سیدلر ساری قوئی حاج بایرام) هي منطقة سكنية تقع في إيران في أردبيل. يقدر عدد سكانها بـ 36 نسمة.